# (31504) Jaisonjain
1999 CF73 (asteroide 31504) é um asteroide da cintura principal. Possui uma excentricidade de 0.05859860 e uma inclinação de 5.84331º.
Este asteroide foi descoberto no dia 12 de fevereiro de 1999 por LINEAR em Socorro.